# Pro14 Rainbow Cup
La Pro14 Rainbow Cup fu una competizione una tantum svoltasi nel 2021 a latere del Pro14, campionato transnazionale di rugby a 15 tra i club delle federazioni gallese, irlandese, italiana, scozzese e sudafricana.
Ebbe inizio il 23 aprile 2021, al termine del Pro14 2020-21 che avrebbe dovuto vedere la partecipazione di Bulls, Lions, Sharks e Stormers, quattro nuove squadre sudafricane fuoriuscite dal Super Rugby; tuttavia ciò non fu possibile per le limitazioni imposte dalla pandemia di COVID-19.

## Formula
Inizialmente il torneo si sarebbe dovuto giocare in un girone unico da 16 squadre in cui ogni partecipante avrebbe dovuto affrontare un totale di cinque partite e le prime due avrebbero avuto l'accesso alla finale per il titolo. A causa delle restrizioni ai viaggi verso Regno Unito e Irlanda, il comitato del torneo modificò l'assetto della competizione dividendo in due gironi: quello nord formato dalle squadre europee e quello sud formato dalle quattro franchigie sudafricane.
Secondo il calendario ogni franchigia europea ha disputato 5 incontri e 6 quelle sudafricane. Le 12 squadre europee si sono sfidate dal 23 aprile al 12 giugno 2021 in 6 giornate per un periodo di 8 settimane. Nel girone sudafricano della Rainbow Cup, ciascuna delle quattro squadre ha giocato tra il 1º maggio e il 12 giugno 2021 affrontando ogni avversaria del proprio girone due volte.
La classifica è stata stilata con i seguenti criteri: 4 punti per la vittoria, 2 per il pareggio, 0 per la sconfitta e un punto di bonus per l'eventuale sconfitta con sette o meno punti di scarto nonché un ulteriore eventuale punto per la squadra o le squadre che, indipendentemente dal risultato conseguito, avessero marcato almeno quattro mete.
A parità di punteggio la precedenza è stata data alla squadra con, nell'ordine, più vittorie e a seguire, in caso di ulteriori parità, la miglior differenza punti fatti/subìti, il numero di mete segnate, il numero di punti segnati, la differenza mete fatte/subìte, il numero di giornate di squalifica e di provvedimenti disciplinari subìti dai giocatori e infine il sorteggio.
Le prime classificate di ogni girone si sono sfidate nella finale valida per l'assegnazione del titolo e che si è disputata il 19 giugno 2021 allo Stadio di Monigo tra il Benetton e i sudafricani Bulls di Pretoria con l'affermazione, la prima nella sua storia in ambito internazionale, della formazione italiana.

### Variazioni al regolamento
Durante la Rainbow Cup sono state utilizzate per la prima volta tre modifiche al regolamento del rugby e già sperimentate in precedenza nel Super Rugby Aotearoa e nel Super Rugby AU: 
- il giocatore espulso può essere sostituito dopo 20 minuti.
- il Captain’s Challenge (o challenge), simile a quelle utilizzate con successo nel tennis, consente a ciascuna squadra di chiedere all'arbitro la revisione di un'azione; può essere utilizzato in uno dei tre scenari: una decisione arbitrale che si verifica negli ultimi cinque minuti di una partita, un'infrazione nella costruzione a una meta segnata o a un fallo di antigioco.
- il Goal-line drop-out applicato nei casi in cui in precedenza si ripartisse con una mischia a cinque metri per la squadra in attacco; al posto della mischia, si riprende invece con un drop dalla linea di meta per la squadra in difesa; il pallone, dopo il drop, deve percorrere almeno 5 metri pena una mischia sui 5 metri alla squadra in attacco.[11]

## Squadre partecipanti

### Girone Nord
- Cardiff Blues
- Dragons
- Ospreys
- Scarlets
- Connacht
- Leinster
- Munster
- Ulster
- Benetton
- Zebre
- Edimburgo
- Glasgow Warriors

### Girone Sud
- Bulls
- Lions
- Sharks
- Stormers

## Prima fase
|           | 1ª giornata                         |       |  |
| --------- | ----------------------------------- | ----- |  |
| 23-4-2021 | Ulster — Connacht                   | 24-26 |  |
| 23-4-2021 | Edimburgo — Zebre                   | 24-18 |  |
| 24-4-2021 | Benetton — Glasgow Warriors         | 46-19 |  |
| 24-4-2021 | Ospreys — Cardiff Blues             | 36-14 |  |
| 24-4-2021 | Munster — Leinster                  | 3-27  |  |
| 25-4-2021 | Dragons — Scarlets                  | 52-32 |  |
| 1-5-2021  | Stormers — Sharks                   | 30-33 |  |
| 1-5-2021  | Bulls — Lions                       | 22-9  |  |
|           |                                     |       |  |
|           | 4ª giornata                         |       |  |
| 28-5-2021 | Munster — Cardiff Blues             | 31–27 |  |
| 29-5-2021 | Ulster — Scarlets                   | 0-0   |  |
| 29-5-2021 | Benetton — Connacht                 | 20–12 |  |
| 29-5-2021 | Dragons — Glasgow Warriors          | 16–27 |  |
| 22-5-2021 | Sharks — Stormers                   | 22-25 |  |
| 22-5-2021 | Lions — Bulls                       | 34-33 |  |
| riposo    | Edimburgo, Leinster, Ospreys, Zebre |       |  |

|          | 2ª giornata                          |       |  |
| -------- | ------------------------------------ | ----- |  |
| 7-5-2021 | Zebre — Benetton                     | 20-25 |  |
| 7-5-2021 | Munster — Ulster                     | 38-10 |  |
| 7-5-2021 | Glasgow Warriors — Edimburgo         | 29-19 |  |
| 8-5-2021 | Scarlets — Cardiff Blues             | 22-6  |  |
| 8-5-2021 | Connacht — Leinster                  | 21-50 |  |
| 9-5-2021 | Ospreys — Dragons                    | 17-16 |  |
| 8-5-2021 | Sharks — Lions                       | 34-26 |  |
| 8-5-2021 | Stormers — Bulls                     | 16-20 |  |
|          |                                      |       |  |
|          | 5ª giornata                          |       |  |
| 4-6-2021 | Glasgow Warriors — Leinster          | 15–12 |  |
| 5-6-2021 | Edimburgo — Ulster                   | 31–34 |  |
| 4-6-2021 | Connacht — Ospreys                   | 26–19 |  |
| 5-6-2021 | Cardiff Blues — Zebre                | 37–12 |  |
| 4-6-2021 | Bulls — Stormers                     | 31-27 |  |
| 5-6-2021 | Lions — Sharks                       | 21-33 |  |
| riposo   | Benetton, Dragons, Munster, Scarlets |       |  |

|           | 3ª giornata                                       |       |  |
| --------- | ------------------------------------------------- | ----- |  |
| 14-5-2021 | Munster — Connacht                                | 20–24 |  |
| 14-5-2021 | Leinster — Ulster                                 | 21–17 |  |
| 15-5-2021 | Scarlets — Cardiff Blues                          | 28–29 |  |
| 15-5-2021 | Benetton — Zebre                                  | 34–27 |  |
| 15-5-2021 | Edimburgo — Glasgow Warriors                      | 24–31 |  |
| 16-5-2021 | Dragons — Ospreys                                 | 26–42 |  |
| 15-5-2021 | Lions — Stormers                                  | 37-39 |  |
| 15-5-2021 | Bulls — Sharks                                    | 43-9  |  |
|           |                                                   |       |  |
|           | 6ª giornata                                       |       |  |
| 11-6-2021 | Zebre — Munster                                   | 11–54 |  |
| 11-6-2021 | Leinster — Dragons                                | 38–7  |  |
| 12-6-2021 | Ospreys — Benetton                                | 0-0   |  |
| 13-6-2021 | Scarlets — Edimburgo                              | 28-28 |  |
| 12-6-2021 | Stormers — Lions                                  | 0-0   |  |
| 12-6-2021 | Sharks — Bulls                                    | 22-34 |  |
| riposo    | Cardiff Blues, Connacht, Glasgow Warriors, Ulster |       |  |

### Classifica girone Nord
| Pos | Squadra          | G | V | N | P | PF  | PS  | DP  | BMP | Pt |
| --- | ---------------- | - | - | - | - | --- | --- | --- | --- | -- |
| 1   | Benetton         | 5 | 4 | 1 | 0 | 125 | 78  | +47 | 2   | 20 |
| 2   | Munster          | 5 | 4 | 0 | 1 | 170 | 75  | +95 | 4   | 20 |
| 3   | Glasgow Warriors | 5 | 4 | 0 | 1 | 121 | 117 | +4  | 3   | 19 |
| 4   | Leinster         | 5 | 3 | 0 | 2 | 124 | 87  | +37 | 3   | 15 |
| 5   | Cardiff Blues    | 5 | 3 | 0 | 2 | 124 | 133 | −9  | 3   | 15 |
| 6   | Connacht         | 5 | 3 | 0 | 2 | 109 | 123 | −14 | 2   | 14 |
| 7   | Ospreys          | 5 | 2 | 1 | 2 | 103 | 87  | +16 | 3   | 13 |
| 8   | Scarlets         | 5 | 1 | 2 | 2 | 82  | 88  | −6  | 3   | 11 |
| 9   | Ulster           | 5 | 1 | 1 | 3 | 85  | 116 | −31 | 4   | 10 |
| 10  | Edimburgo        | 5 | 1 | 1 | 3 | 98  | 112 | −14 | 3   | 9  |
| 11  | Dragons          | 5 | 1 | 0 | 4 | 117 | 156 | −39 | 3   | 7  |
| 12  | Zebre            | 5 | 0 | 0 | 5 | 88  | 174 | −86 | 3   | 3  |

### Classifica girone Sud
| Pos | Squadra  | G | V | N | P | PF  | PS  | DP  | BMP | Pt |
| --- | -------- | - | - | - | - | --- | --- | --- | --- | -- |
| 1   | Bulls    | 6 | 5 | 0 | 1 | 183 | 117 | +66 | 5   | 25 |
| 2   | Stormers | 6 | 2 | 1 | 3 | 137 | 143 | −6  | 5   | 15 |
| 3   | Sharks   | 6 | 3 | 0 | 3 | 153 | 179 | −26 | 4   | 16 |
| 4   | Lions    | 6 | 1 | 1 | 4 | 127 | 161 | −34 | 4   | 10 |

## Finale
| Arbitro: | Frank Murphy |

| |              | |
| Ioane 5’ Els 31’ tecnica 40’ Lamaro 42’ Padovani 57’ | mt           | 26’ Tambwe |
| P. Garbisi 42’ | tr           | |
| P. Garbisi 19’, 47’ | c.p.         | 30’ C. Smith |
| · Hayward · 41-52’ Padovani · Brex · Zanon · Ioane · 70’ P. Garbisi · 61’ Duvenage (c) · 56’ Gallo · 56’ Els · 71’ Riccioni · N. Cannone · 52’ Ruzza · 52’ Negri · Lamaro · 67’ Halafihi | Formazioni   | · D. Kriel · Tambwe · v. Vuren 51’ · Hendricks · Jacobs 40-50’ · C. Smith 70’ · I. v. Zyl 70’ · Steenekamp 51’ · Grobbelaar 62’ · M. Smith 51’ · W. Steenkamp · J. Uys 51’ · Carr 62’ · Nortjé · Coetzee (c) |
| · 56’ Nemer · 56’ Lucchesi · 71’ Alongi · 52’ Herbst · 52’ Barbini · 67’ Zuliani · 61’ Braley · 41’, 70’ Tavuyara                                                                        | Sostituzioni | · v. Rooyen 51’ · Erasmus 62’ · Gqoboka 51’ · Swanepoel 51’ · M. Uys 62’ · Burger 70’ · Swart 70’ · Aplon 51’                                                                                                |
| Kieran Crowley | Allenatori   | Jake White |